# Седловой (станция)
Седлово́й — станция Читинского региона Забайкальской железной дороги в Карымском районе Забайкальского края России.
Расположена у посёлка  Седловая на участке Тарская — Забайкальск, на перевале Мир Могойтуйского хребта.

## Дальнее следование по станции
| № поезда | Маршрут движения  | № поезда | Маршрут движения  |
| -------- | ----------------- | -------- | ----------------- |
| 601      | Приаргунск — Чита | 602      | Чита — Приаргунск |